# 别发洋行

别发洋行标志

别发洋行（Kelly & Walsh Ltd.）是一个歷史上以上海为基地的英语书籍出版公司，成立于1876年，目前仅在香港作为专业艺术书籍的小连锁店存在。
别发洋行成立于1876年，活跃于19世纪80年代至20世纪30年代，在香港，新加坡，东京和横滨设有分支机构。日本占领上海期间，别发洋行迁往香港，最终出售给香港书商辰衝圖書。

## 仓库
- Swindon Book Co. Ltd website
- Kelly & Walsh publications